# Octacnemidae
Octacnemidae je čeleď pravých neboli celistvých sumek (Phlebobranchia), k březnu 2025 čítající celkem 10 popsaných rodů. Vzhledem k aberantnímu vzhledu zástupců této skupiny se jí někdy dostávalo postavení na úrovni vyšší taxonomické kategorie, což však nerespektuje požadavky kladistiky.

## Charakteristika
Čeleď Octacnemidae zahrnuje hlubinné sumky, jež tolerují i hloubky atakující či přesahující 8 000 metrů: zaznamenány byly např. v Mariánském či Boninském příkopu. Nejvyšší početnosti však mohou dosahovat v nižších hloubkách, v případě Megalodicopia hians z kalifornského kaňonu Monterey např. v hloubkách 400–800 metrů. Minimálně druh Dicopia antirrhinum žije i ve vodách Středozemního moře, záznamy pocházejí např. z kaňonu Palamós u katalánského pobřeží (z hloubek až 1 100 metrů).
Oproti jiným sumkám došlo u čeledi Octacnemidae k redukci hltanožaberního vaku, a to v souvislosti s dravým způsobem života. Podobný evoluční trend lze pozorovat i u některých molgulovitých zřasenek, dříve řazených do samostatné třídy Sorberacea. Dravý způsob života představuje adaptivní reakci na nedostatek potravních částic v ekosystému hlubokého moře. Lovecký aparát sumek z čeledi Octacnemidae je tvořen přijímacím sifonem. Ten se přetvořil do podoby svalnatých laloků či pysků, s jejichž pomocí mohou sumky polapit i pohyblivou kořist. Závislost na podobném způsobu výživy oproti zachytávání planktonu se však u jednotlivých zástupců různí. Jednotlivé rody se také liší stavbou a počtem svých lapacích pysků, kdy rod Octacnemus jich nese osm, některé jiné rody pouze dva. K oplození dochází vně těla a vývoj probíhá přes typickou sumčí larvu, jak bylo zjištěno alespoň u druhu Megalodicopia hians.

## Přehled rodů
- Benthascidia Ritter, 1907
- Cibacapsa Monniot C. & Monniot F., 1983
- Cryptia Monniot C. & Monniot F., 1985
- Dicopia Sluiter, 1905
- Kaikoja Monniot C., 1998
- Megalodicopia Oka, 1918
- Myopegma Monniot F. & Monniot C., 2003
- Octacnemus Moseley, 1877
- Polyoctacnemus Ihle, 1935
- Situla Vinogradova, 1969

Zdroj (aktuální k březnu 2025): 